# Abbaye de Mepkin
L'abbaye de Mepkin est une abbaye de moines trappistes en activité. Elle est située dans le comté de Berkeley, en Caroline du Sud.
Fondée en 1949 par les moines de Gethsemani, elle compte en 2021 une communauté de seize moines.

## Localisation
L'abbaye est située sur un escarpement le long de la Cooper River, à peu près à mi-chemin entre Charleston et le lac Moultrie.

## Histoire

### Fondation et toponymie

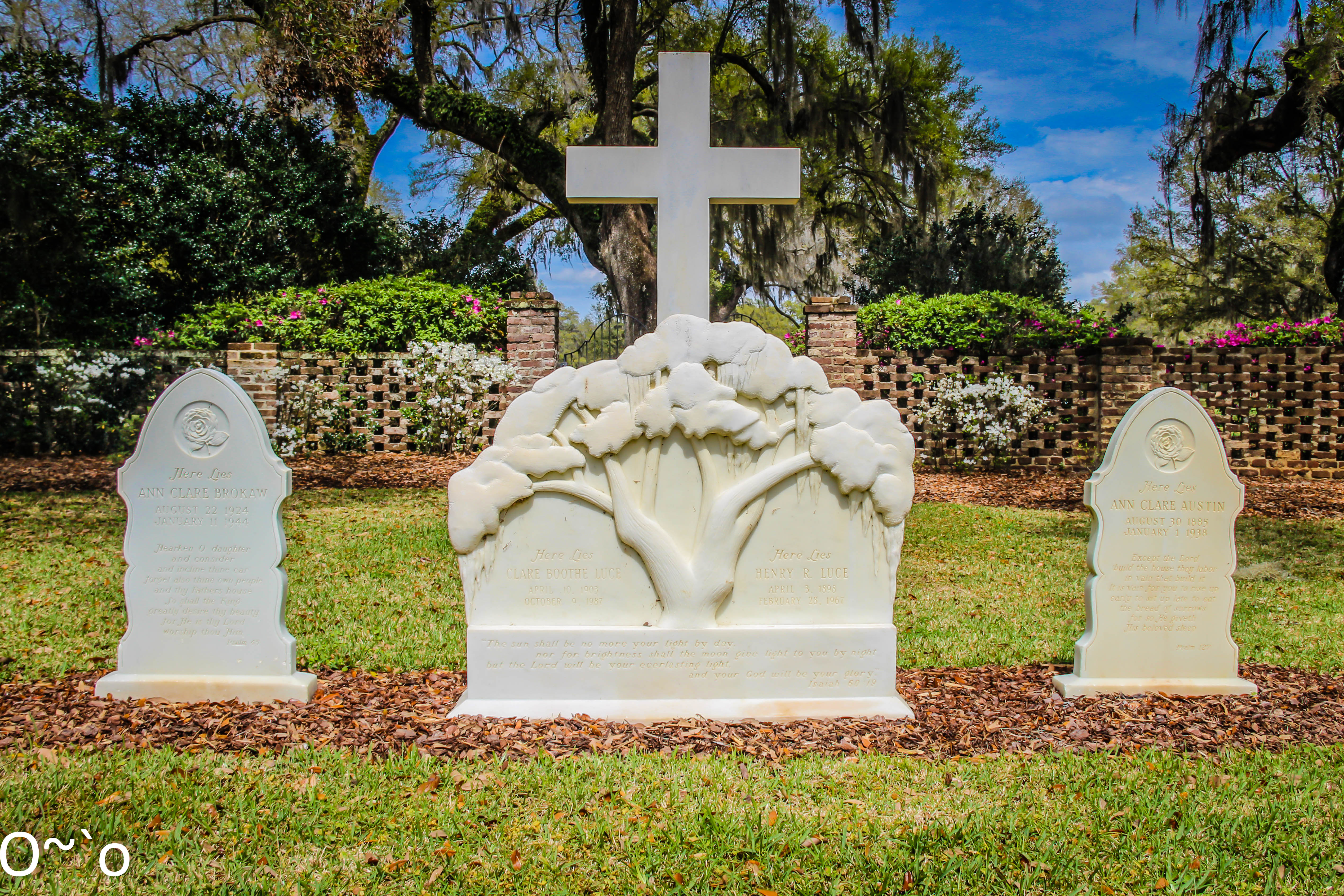
Les tombes des donateurs Henry et Clare Boothe Luce à l'abbaye de Mepkin.

L'abbaye est fondée en 1949, à la suite du don effectué par Henry et Clare Boothe Luce. Les moines choisissent pour l'abbaye le nom de « Mepkin » qui signifie « enchantement serein » dans la langue des indiens Cusabo (en),,.
Le 22 novembre 1949, vingt-neuf moines arrivent de Gethsemani et démarrent la vie monastique.

### Développement
En 2021, l'abbaye compte seize moines.

### Abbés
- Anthony Chassagne, supérieur du 21 novembre 1949 au 21 octobre 1955 puis abbé de cette date au 14 juin 1974
- Aidan Carr, supérieur ad nutum du 14 juin 1974 au 24 mars 1977 puis abbé de cette date jusqu'au 6 janvier 1990
- Francis Kline, abbé du 21 janvier 1990 au 27 août 2006
- Stanislaus Gumula, abbé du 3 novembre 2006 au 3 novembre 2018
- Joseph Tedesco supérieur ad nutum depuis le 3 novembre 2018[4],[6].

## Vie de la communauté
Les moines développent lors de leur arrivée la riziculture, mais cette activité est très exigeante en termes de main-d'œuvre et la communauté se tourne peu à peu vers l'élevage de volailles pour revendre des œufs. Les trappistes récoltent et vendent également des champignons et confectionnent des gâteaux aux fruits.

## Architecture
Les bâtiments monastiques sont des structures basses et plates construites en briques, légèrement espacés pour la ventilation, et cachées parmi les arbres. En effet, la région est soumise à de fréquents ouragans et, en été, à un climat très chaud et humide.
En août 2020, Gerald Griffin Hogan et Katherine Eglet Hogan offrent à l'abbaye deux statues représentant Joseph et Marie, œuvres du moine bénédictin Hubert van Zeller (en), respectivement sculptées en 1962 et 1961 à l'abbaye de Downside.